# Podjebrád Orsolya münsterbergi hercegnő
Podjebrád Orsolya (1491/95 – 1534. február 2. után), csehül: Uršula/Voršila z Poděbrad (Minstrberská/z Minstrberka), litvánul: Uršulė Podiebradietė, latinul: Ursula Podiebradensis, németül: Ursula von Podiebrad (Münsterberg), lengyelül: Urszula z Podiebradów, születése jogán münsterbergi hercegnő, a freibergi magdalénás rend apácája lett, majd lutheránus hitre tért, de sohasem ment férjhez. I. (Podjebrád) György cseh király és IV. (Palaiologosz) János montferrati őrgróf unokája, Podjebrád Katalin magyar királyné unokahúga, Savoyai Lajos és I. Sarolta ciprusi uralkodópár, valamint Palaiologosz Amadea ciprusi királyné nagyunokahúga, továbbá I. Izabella címzetes mallorcai királynő szépunokája és I. Janus ciprusi király ükunokája. A Podjebrád-ház tagja.

## Élete

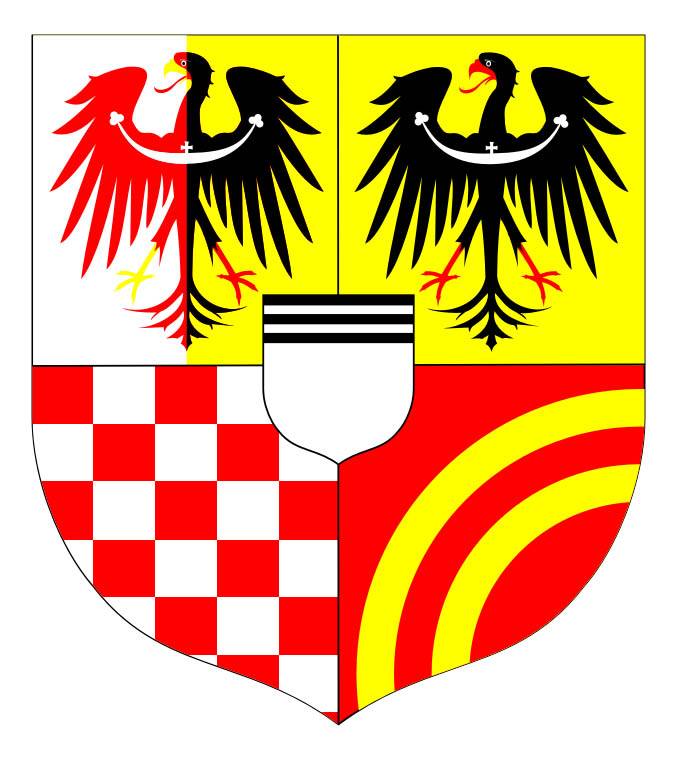
A Pojebrád-ház münsterbergi ágának címere

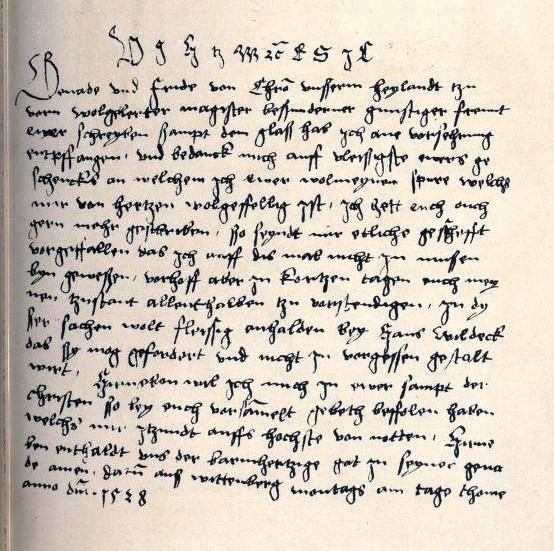
Orsolya hercegnő levele Stephan Roth zwickaui főjegyzőhöz 1528-ban

Édesapja Podjebrád Viktorin (1443–1500) cseh királyi herceg és trónörökös, a sziléziai Münsterberg hercege, I. (Podjebrád) György cseh királynak és első feleségének, Sternbergi Kunigunda (1422–1449) bárónőnek a másodszülött fia, Katalin (Kunigunda) (1449–1464) magyar királynénak az édestestvére, aki 1449. november 11-én látta meg a napvilágot, és az édesanyja után a Kunigunda nevet kapta a keresztségben. Apollónia nagyanyja az ikerlányai születése után pár nappal gyermekágyi lázban halt meg. Nagyapja ezután Rožmital Johanna úrnőt vette feleségül, aki később cseh királyné lett.

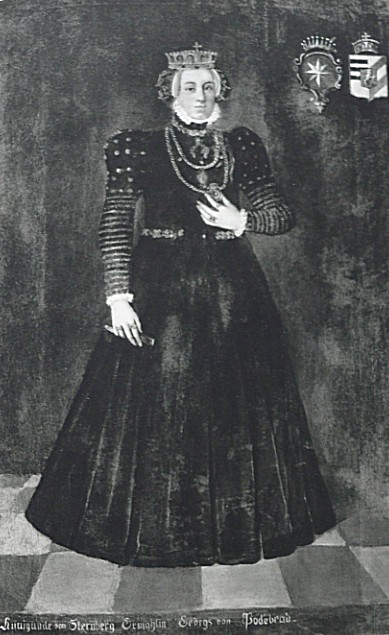
Orsolya apai nagyanyja, Sternbergi Kunigunda egy XVI. századi festményen

Az édesanyja, Palaiologosz Margit (1459/64–1496) montferrati őrgrófnő, IV. (Palaiologosz) János (1413–1464) montferrati őrgróf és Savoyai Margit (1439–1483) leányaként I. Lajos savoyai herceg (V. Félx (ellen)pápa fia) és Lusignan Anna ciprusi királyi hercegnő (I. Janus ciprusi király lánya) unokája. Palaiologosz Margit hercegné Palaiologosz Amadea ciprusi királynénak, valamint Savoyai Lajos és I. Sarolta ciprusi uralkodópárnak volt az unokahúga.
Margit hercegné Viktorin herceg harmadik felesége volt. Viktorin hercegnek a három házasságából hét gyermeke született. Korán árvaságra jutott, feltételezhetően az édesanyja a húga, Apollónia szülésébe halt bele 1496. július 25-én, ahogy az ő nagyanyja is szülés következtében vesztette az életét. Apja 1500-ban halt meg.
Orsolya hercegnő a freibergi magdalénás rend apácája volt, míg a húga, Apollónia (1492/96–1529) hercegnő a sziléziai Strehlenben katolikus klarissza apáca lett, majd 1528-ban a lutheri reformáció hatására Orsolya lutheránus hitre tért, mint ahogy a húga is 1523-ban, de csak Apollónia ment férjhez.
A húga 1527. október 26-án vagy 1528. február 24-én házasságot kötött Erhard von Queisszel (1490 körül–1529), a Pomezániai Székeskáptalan lutheránus püspökével, akinek egy leányt, Máriát (1529–1539) szülte 1529. márciusában, Apollónia azonban gyermekágyi lázban meghalt, akárcsak annak idején a nagyanyjuk. Hamarosan a húga férje is meghalt 1529. szeptember 10-én járványos betegség következtében, teljesen árván hagyva újszülött lányukat, akinek a gondozását Orsolya hercegnő vette át 1534-ben bekövetkezett haláláig. A kis Mária pedig röviddel a 10. születésnapja előtt 1539. január 9. halt meg.